# 亚历克斯·博利厄-马尔尚
亚历克斯·博利厄-马尔尚（法語：Alex Beaulieu-Marchand，1994年3月3日—），加拿大男子自由式滑雪运动员。他曾代表加拿大参加2014年和2018年冬季奥林匹克运动会自由式滑雪比赛，其中2018年冬季奥运会获得一枚铜牌。